# Karma (Mike-Singer-Album)
Karma ist das zweite Studioalbum des deutschen Popsängers Mike Singer, das im Februar 2017 erschien.

## Entstehung und Veröffentlichung
Die Erstveröffentlichung von Karma erfolgte am 24. Februar 2017 bei Warner Music. Das Album erschien in seiner Originalausführung als CD, Download und Streaming mit 18 Titeln (Katalognummer: 5054197-4562-2-0). Am gleichen Tag erschien eine Deluxeausführung mit Bonus-DVD (Katalognummer: 5054197-4563-2).
Geschrieben wurden die Lieder von verschiedenen, wechselnden Komponisten und Liedtextern; Singer selbst war beim Schreibprozess von drei Liedern beteiligt. Mit Weinst du enthält es eine Coverversion von Echt. Für die Produktion zeichneten Imran Abbas (Abaz), Joshua Allery (Joschimixu), Jan Bednorz (Phil the Beat), Henrik Böhl, Fabian Römer (F.R.) und Marcel Uhde (Juh-Dee) verantwortlich.

## Titelliste
| Nr. | Titel                             | Autor(en)                                                                                               | Produzent(en)                                               | Länge |
| --- | --------------------------------- | --- | ----------------------------------------------------------- | ----- |
| 1.  | Intro                             | |                                                             | 1:12  |
| 2.  | Karma                             | Joshua Allery, Jan Philipp Bednorz, Thomas Petermann, Farzad Rahnavard, Philip Schreiner, Melvyn Wiredu | Joshimixu, Phil Thebeat                                     | 3:16  |
| 3.  | Flieh mit mir                     | Joshua Allery, Jan Philipp Bednorz, Orry Jackson, Mike Singer                                           | Joshimixu, Phil Thebeat                                     | 3:26  |
| 4.  | Wenn all die Sorgen gehen         | Jan Philipp Bednorz, WRSW                                                                               | Phil Thebeat                                                | 3:36  |
| 5.  | Herz für Dich                     | Fabian Römer, Henrik Böhl                                                                               | Joshimixu, Juh-Dee, Fabian Römer, Henrik Böhl, Phil Thebeat | 3:04  |
| 6.  | Jung und frei                     | Marcel Uhde, Joshua Allery, Laurin Auth                                                                 | Joshimixu, Juh-Dee                                          | 3:04  |
| 7.  | Nein                              | Cem Toraman, Jan Philipp Bednorz, Mike Singer, Anis Basim Moujahid                                      | Phil Thebeat                                                | 2:44  |
| 8.  | Hilf mir                          | Eko Fresh, Jan Philipp Bednorz, Mike Singer, Anis Basim Moujahid                                        | Phil Thebeat                                                | 3:15  |
| 9.  | Egal                              | Cem Toraman, Marcel Uhde, Joshua Allery, Jan Philipp Bednorz, Imran Abbas                               | Joshimixu, Juh-Dee, Abaz, Phil Thebeat                      | 3:48  |
| 10. | Alien                             | Jan Philipp Bednorz, WRSW                                                                               | Phil Thebeat                                                | 2:59  |
| 11. | Alles nur gelogen                 | Cem Toraman, Marcel Uhde, Joshua Allery, Jan Philipp Bednorz, Imran Abbas                               | Joshimixu                                                   | 3:07  |
| 12. | Weinst du (Coverversion von Echt) | Stefan Endrigkeit, Jan Kelber, Lars Plogschties, Joachim Schlüter, Dirk Züther                          | Phil Thebeat                                                | 4:25  |
| 13. | 1Life                             | Eko Fresh, Jan Philipp Bednorz                                                                          | Joshimixu, Phil Thebeat                                     | 3:10  |
| 14. | Homies und Groupies               | Jan Philipp Bednorz, WRSW                                                                               | Phil Thebeat                                                | 3:03  |
| 15. | Bring mich zum Singen             | Joshua Allery, Laurin Auth, Imran Abbas, Tim Lindemann                                                  | Joshimixu                                                   | 3:28  |
| 16. | Fanpost                           | Marc Adomako, Jan Philipp Bednorz                                                                       | Juh-Dee, Phil Thebeat                                       | 2:53  |
| 17. | Nein (SSC Version)                | Cem Toraman, Jan Philipp Bednorz, Mike Singer, Anis Basim Moujahid                                      | Phil Thebeat                                                | 2:44  |
| 18. | Karma (Joshimixu Remix)           | Joshua Allery, Jan Philipp Bednorz, Thomas Petermann, Farzad Rahnavard, Philip Schreiner, Melvyn Wiredu | Joshimixu, Phil Thebeat                                     | 3:13  |

## Singleauskopplungen
| Jahr | Titel         | Höchstplatzierung, Gesamtwochen, AuszeichnungChartplatzierungen (Jahr, Titel, , Platzierungen, Wochen, Auszeichnungen, Anmerkungen) | Höchstplatzierung, Gesamtwochen, AuszeichnungChartplatzierungen (Jahr, Titel, , Platzierungen, Wochen, Auszeichnungen, Anmerkungen) | Anmerkungen                              |
| Jahr | Titel         | DE | AT | Anmerkungen                              |
| ---- | ------------- | --- | --- | ---------------------------------------- |
| 2016 | Karma         | DE73 (1 Wo.)DE | AT64 (1 Wo.)AT | Erstveröffentlichung: 18. September 2016 |
| 2017 | Jung und frei | — | — | Erstveröffentlichung: 1. September 2017  |
| 2017 | Nein          | — | — | Erstveröffentlichung: 15. September 2017 |

## Rezensionen
Anastasia Hartleib von laut.de schrieb zusammenfassend zu den Titeln des Albums: „[…] Harte, modern klingende Beats, inspiriert von den Diplo- und Skrillex-Sounds, die Biebs zu dessen neuem Image verholfen haben. Singers zarte Stimme passt gut zu den clubfixierten Elektrosounds, auch wenn sie bei hohen oder kräftigen Tönen ziemlich schnell wegrutscht.“

## Chartplatzierungen
Karma avancierte zum ersten Chartalbum von Mike Singer. Es erreichte die Chartspitze in Deutschland, mit Rang fünf die Top 10 in Österreich sowie eine Chartplatzierung in der Schweiz (Rang 12).
| ChartsChartplatzierungen | Höchstplatzierung | Wochen |
| ------------------------ | ----------------- | ------ |
| Deutschland (GfK)        | 1 (7 Wo.)         | 7      |
| Österreich (Ö3)          | 5 (3 Wo.)         | 3      |
| Schweiz (IFPI)           | 12 (2 Wo.)        | 2      |